# Фторид ванадия(III)
Фторид ванадия(III) — неорганическое соединение, соль металла ванадия и плавиковой кислоты с формулой VF3, зелёные кристаллы, плохо растворимые в воде, образует кристаллогидрат.

## Получение
- Разложение при нагревании фторида ванадия(IV) в инертной атмосфере:

{\displaystyle {\mathsf {2VF_{4}\ {\xrightarrow {600^{o}C}}\ VF_{3}+VF_{5}}}}
- Пропускание нагретого фтористого водорода через хлорид или бромид ванадия(III):

{\displaystyle {\mathsf {2VCl_{3}+6HF\ {\xrightarrow {600^{o}C}}\ 2VF_{3}+6HCl}}}
{\displaystyle {\mathsf {2VBr_{3}+6HF\ {\xrightarrow {600^{o}C}}\ 2VF_{3}+6HBr}}}
- Кристаллогидрат получают электролизом суспензии оксида ванадия(V) в плавиковой кислоте:

{\displaystyle {\mathsf {V_{2}O_{5}+10HF\ {\xrightarrow {e^{-}}}\ 2VF_{3}+2F_{2}\uparrow +5H_{2}O}}}

## Физические свойства
Фторид ванадия(III) образует зелёные кристаллы тригональной сингонии, пространственная группа R 3c, параметры ячейки a = 0,5170 нм, c = 1,340 нм, Z = 6.
Образует кристаллогидрат состава VF3•3H2O.

## Химические свойства
- Кристаллогидрат разлагается при нагревании до 130°С.